# Eukleidovský obor
Eukleidovský obor (nebo eukleidovský okruh) je v algebře (či speciálněji v teorii okruhů) takový obor integrity, ve kterém je díky existenci eukleidovské funkce zajištěna funkčnost Eukleidova algoritmu. Jedná se o algoritmus na nalezení největšího společného dělitele pojmenovaný po starořeckém matematikovi Eukleidovi, který byl původně vymyšlený jen pro celá čísla, nicméně lze ho využít i v některých jiných okruzích.
Platí, že každý eukleidovský obor je zároveň oborem hlavních ideálů. V každém eukleidovském oboru platí patřičná varianta Základní věty aritmetiky. Zároveň zde lze nejen nalézt největšího společného dělitele, ale také pomocí rozšířeného Eukleidova algoritmu nalézt jeho vyjádření Bézoutovou rovností jako lineární kombinace prvků, jejichž největšího společného dělitele hledáme.

## Formální definice
Pro obor integrity R se jako eukleidovská funkce označuje taková funkce {\displaystyle \scriptstyle f:R\setminus \{0\}\rightarrow \mathbb {N} } , která splňuje podmínky:
- Pro všechna {\displaystyle a,b\in R}, kde b je nenulové, existují {\displaystyle q,r\in R} taková, že a =bq + r a buď je r = 0, nebo {\displaystyle f(r)\leq f(b)}
- Pro všechna nenulová a a b z R platí, že {\displaystyle f(a)\leq f(ab)}

Eukleidovský obor je takový obor, na kterém lze definovat alespoň jednu eukleidovskou funkci.